# Néfertkaou
Néfertkaou est une fille de Snéfrou, une demi-sœur de Khoufou, donc une princesse de la IVe dynastie.

## Généalogie
Néfertkaou est explicitement décrite comme étant la fille de Snéfrou dans les inscriptions du tombeau de son fils Néfermaât et son petit-fils Snéfroukhaf.
Le nom de son mari n'est pas connu. Kurt Heinrich Sethe a fait valoir à partir de l'inscription dans la tombe de Néfermaât que Néfertkaou avait épousé son propre père Snéfrou et que Néfermaât était le fils de Snéfrou. George Andrew Reisner s'est opposé à cette théorie et a suggéré que Néfertkaou avait épousé son demi-frère Khoufou. Il tient compte de la possibilité que Néfertkaou ait épousé un homme noble dont le nom a été perdu.

## Sépulture
Néfertkaou a peut-être été enterrée dans le mastaba G 7050 à Gizeh. Le tombeau n'est cependant pas inscrit, de sorte que cette hypothèse est quelque peu conjecturale.